# 시부야 카호

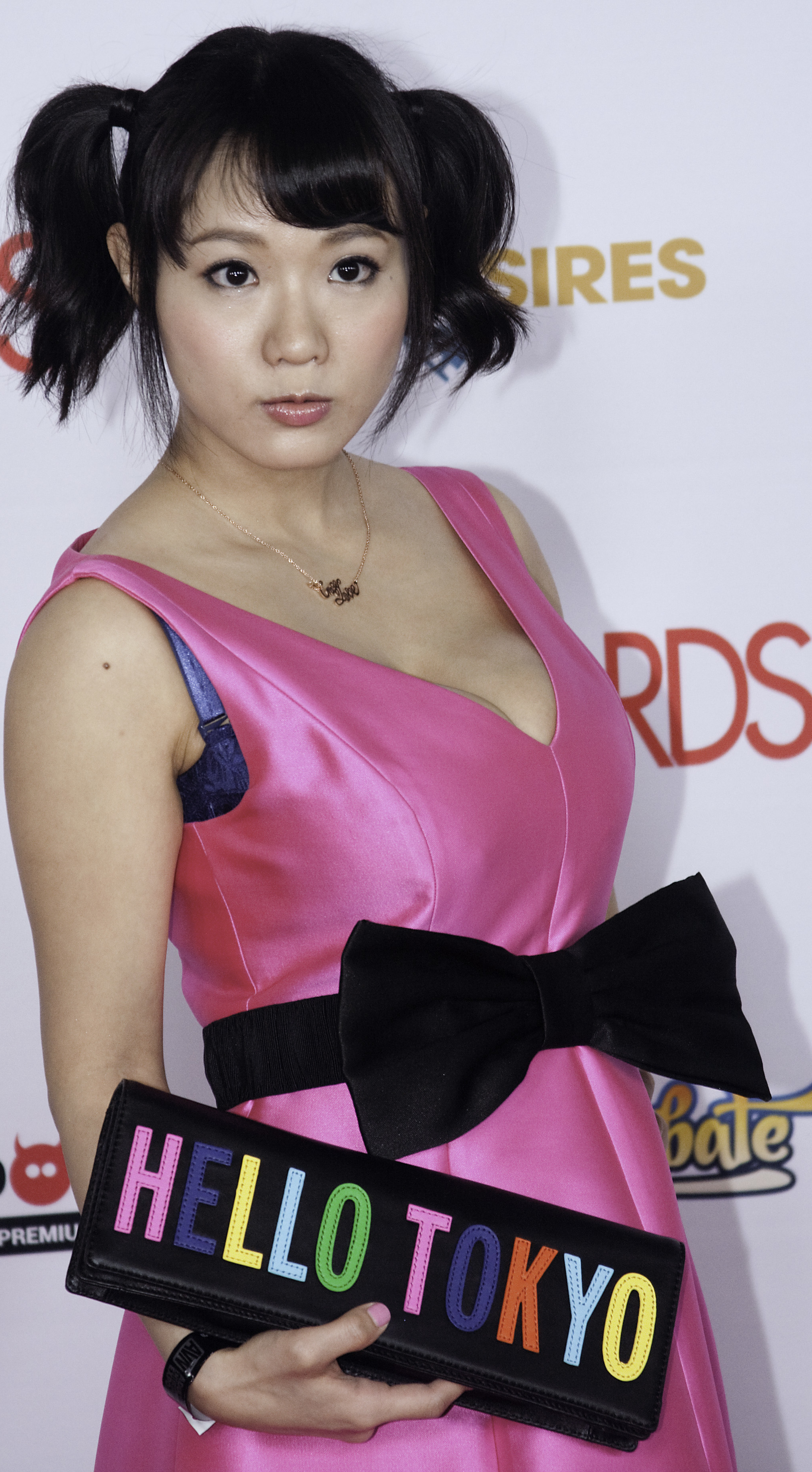

시부야 카호(일본어: 澁谷 果歩 しぶや かほ[*])은 일본의 전 AV 여배우이다.

## 프로필
| 시부야 카호 | 시부야 카호                   |
| ----------- | ----------------------------- |
| 성별        | 여성                          |
| 출생        | 1991년 5월 20일               |
| 출신        | 일본 도쿄도                   |
| 신장        | 151cm                         |
| 혈액형      | A형                           |
| 쓰리사이즈  | B93-W58-H87cm                 |
| 컵사이즈    | K컵                           |
| 전속사      | 前 Alice Japan, 아이디어 포켓 |
| 활동시기    | 2014년 ~ 2018년               |
| 취미        | 피아노, 기타                  |
| 특기        | 영어                          |